# Martin Rizzi
Martin Rizzi (Bolzano, 12 maggio 1979) è un ex hockeista su ghiaccio italiano.

## Carriera

### Club
Nato a Bolzano ma cresciuto a Laces, è cresciuto hockeisticamente nella locale compagine dell'Hockey Club Laces Val Venosta, con cui ha disputato quattro campionati, due in serie A1 e altrettanti in A2, tra il 1996 e il 2000.
Nel 2000 passò a titolo definitivo all'Egna, con cui ha poi giocato per tredici delle successive quattordici stagioni (una in massima serie, le altre in seconda). L'unica esperienza lontana da Egna fu quando giocò in prestito, nella stagione 2006-2007, nelle file dell'HC Merano vincitore del campionato di A2. Con l'Egna disputò anche la vittoriosa Inter-National League 2013-2014.
Si è ritirato nell'estate del 2014.

### Nazionale
Ha vestito anche la maglia azzurra: ha fatto parte dell'Italia under 20 (fece parte, come portiere di riserva, della spedizione dei mondiali di gruppo C di categoria nel 1999), ed ha disputato due incontri amichevoli con la nazionale maggiore, sempre nel 1999, entrambi contro la Slovenia.

## Palmarès
- Inter-National-League: 1

Egna: 2013-2014
- Serie A2: 1

Merano: 2006-2007